# Moustapha Niasse
Moustapha Niasse (Keur Madiabel, 4 novembre 1939) è un politico senegalese, Primo ministro del Senegal dal 3 aprile al 29 aprile 1983 e dal 5 aprile 2000 al 3 marzo 2001. Esponente del Partito Socialista, nel 1999 ha fondato l'Alleanza delle Forze del Progresso.
Ha ricoperto due volte la carica di Primo ministro: nell'aprile 1983 e dall'aprile 2000 al marzo 2001.
Alle elezioni presidenziali del 2000 ha ottenuto il 16,7% dei voti dietro Abdou Diouf e Abdoulaye Wade (poi eletto Presidente). Alle elezioni presidenziali del 2007 ha conseguito il 5,9% dei voti, mentre alle elezioni presidenziali del 2012 è arrivato al 13,2% dei voti.
Dal 2012 è Presidente dell'Assemblea nazionale.